# Dithalama ioparia
Dithalama ioparia är en fjärilsart som beskrevs av Swinhoe 1902. Dithalama ioparia ingår i släktet Dithalama och familjen mätare. Inga underarter finns listade i Catalogue of Life.